# クラウス・ラング

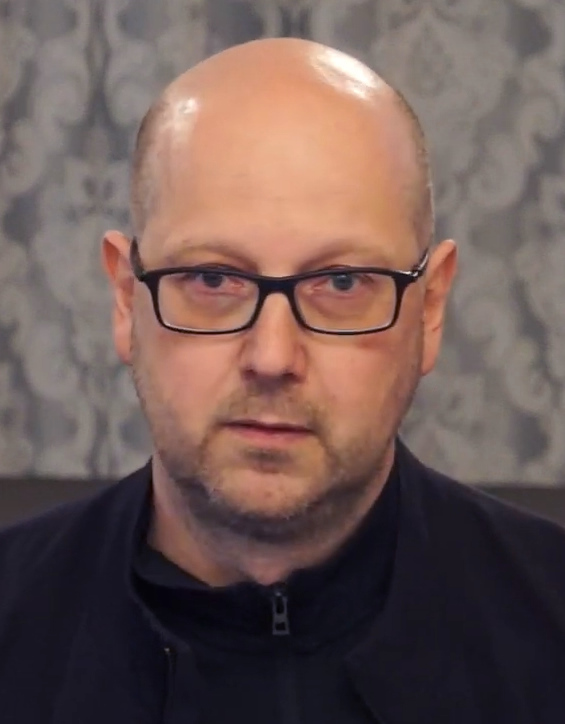

クラウス・ラング（Klaus Lang、1971年 - ）はオーストリアの作曲家、オルガニスト。

## 略歴
ベアート・フラーに母国で師事した後、ドイツに渡ってブレーメン音楽大学にてヨンギー・パクパーンに師事した。しかし、本人がカタログに載せるプロフィールには「ヘルマン・マルクス・プレスルに師事」したこと以外の表記を認めていない。ヴァンデルヴァイザー楽派に加入後、即脱退。現在は「ほとんど何も聞こえない空間」の創造に着手しており、武生国際作曲ワークショップで日本初演された「黄金の獣」においても、ポリ袋をこすり続ける音とヴィオラのかすれた持続音以外はほとんど聞こえない。私的に来日したり、日本語をそのままタイトルに用いるなど、親日家でもある。“sei-jaku”でも、かすれた持続音とコマの後ろのピチカート以外の素材はほとんどなく、また極めて持続時間が長い。ヨーロッパの調律の歴史などについての著作も出版されている。
2003年の“small life. transition.”以降は、それまで厳格に禁じてきたオクターブや伝統的歌唱なども復活しており、2006年の“missa beati pauperes spiritu”では「静かに聞こえる程度」にまで音量が回復している。これも「CDは大きすぎ」といって、音量の大きな表現を作品リスト開始後厳格に禁じているが、教会の反響条件は変わらないため微弱音のストレスは残響の多い場所ではあまり感じられない。児童合唱とオーケストラのための「赤い鏡」ではバロックの伝統的な和声進行や通奏低音をそのまま使うなど、既成の音楽文化との合体を試みている。ラング本人は大変物静かな性格だが、音楽に臨む態度は同世代の中でも極めて厳格であり、不明瞭な声部接合が一切使われることはない。「音量の大きさ」ではなく、「表現に加わる人数の多さ」を重視しており、「ケーニヘン・エク」では同じ6連打音を鳴らす奏者の数の多さで抑揚を表現する箇所がある。
この作風は主にヨーロッパで絶賛され、Edition RZ, Col-legno, Durianの3つのレーベルからCDがリリースされた。近年では連歌オペラプロジェクト「コマンダー・コバヤシ」にも参加するなど、その活動領域を広げている。2005年までドイツ在住。2006年以降グラーツ音楽大学の作曲科教授を務めている。

## 近況
37歳で、ダルムシュタット夏季現代音楽講習会2008の講師に抜擢。彼のレッスンを取る受講生は少なかったが、熱心なファンが彼の元に集った。現在もZEITVERTRIEBから年10作ペースで新曲を書き下ろす。

## 訳書
- 『チェリビダッケとフルトヴェングラー　戦後のベルリン・フィルをめぐる2人の葛藤』

斎藤純一郎、カールステン・井口俊子訳、音楽之友社、1990年
- 『カラヤン調書』村上彩訳、アルファベータブックス「叢書・20世紀の芸術と文学」、1998年
- 『フルトヴェングラー夫妻、愛の往復書簡－エリーザベト・フルトヴェングラー101歳の少女』

聞き手・解説、野口剛夫訳、芸術現代社、2012年